# Делта на Салум (национален парк)
„Делта на Салум“ (на френски: Parc National du Delta du Saloum) е национален парк в Западен Сенегал, област Фатик.

## География
Националният парк се намира в западна част на област Фатик, северно от държавата Гамбия. Площта му е 760 km². Делтата формират реките Салум и Син.
Паркът е биосферен резерват на ЮНЕСКО. През 2011 г. делта на река Салум е включен в списъка на Световното културно и природно наследство на ЮНЕСКО.

## Фауна
Паркът обитаван е от многобройни видове животни, сред които са: петниста хиена, брадавичеста свиня, Антилопи, Phoenicopterus ruber, малък брегобегач, Пеликанови, Чаплови, Чайкови, Prionops plumatus, черноопашат крайбрежен бекас, саблеклюн.

## Флора
Територията на парка е покрита с мангрови гори и савана.